# Magyar Sándor (navigátor)
Magyar Sándor, Wilczek Sándor (Őcsény, 1898. január 14. – 1981) pilóta, a Justice for Hungary navigátora.

## Élete
Őcsényben született Wilczek Sándor (1865–1926) és Mocker Gizella fiaként. Középiskolai tanulmányait Szekszárdon végezte a mai Garay János Gimnáziumban. Később ezt mondta iskolájáról:  "az elismerésnek hozzám juttatott babérkoszorúiból nem egy illeti meg a szekszárdi gimnáziumot és annak hazafias tanári karát, akiknek bölcs vezetése alatt felejthetetlen emlékű ifjúságomat igazi, mély hazaszeretettől átitatott és atyai gondossággal vezetett nevelésben éltem át".
Az I. világháborúban kitüntetett pilóta volt.
1920-ban ő volt az első postajárat pilótája (Budapest–Győr).
Az 1931-es magyar óceánrepülés egyik kezdeményezője és a Justice for Hungary (’Igazságot Magyarországnak!’) elnevezésű repülőgép navigátora volt. A Justice for Hungary 1931. július 15-én startolt az új-foundlandi Harbour Grace (a Kegyelem Kikötője) repülőteréről. 
1931. október 26-án Budapesten házasságot kötött Puskás István és Feleki Margit Katalin lányával, Gizellával. 1946-ban elváltak.
Magyar Sándor 1931-ben Amerikába utazott, hírnevének köszönhetően a repülőiparban helyezkedett el.

## Kötetei
- Álmodni mertünk; Révai, Bp., 1940 (Harc a levegőért)
- Álmodni mertünk; Hungavia, Bp., 1991 (Kalandok a levegőben)